# Весна Марјановић
Весна Марјановић (Београд, 5. јун 1969) је српска политичарка. Чланица је Политичког савета Демократске странке, посланица у Народној скупштини Републике Србије и председница Ресорног одбора Демократске странке за медије и информисање.

## Биографија
Марјановићева је рођена у Београду, где је након завршетка Пете београдске гимназије студирала филмску и ТВ продукцију у Јужноафричкој Републици. Дипломирала је на Правном факултету. Поред матерњег говори и енглеским језиком, живи и ради у Београду.
Учествовала је на многим међународним и домаћим конференцијама и семинарима, похађала курсеве и специјалне програме у области организације изборних кампања и односа са јавношћу.

## Политичка каријера
Марјановићева је своју политичку каријеру започела 1990. године, као члан Демократске омладине и Демократске странке, када је била на фукнцији првог личног секретара председника Извршног одбора Зорана Ђинђића. Поред тога, радила је и у организацији страначких активности и изборних кампања.
Као координатор правних и образовних програма радила је и у фонд Центру за демократију.
Од 1994. ради као координатор правних и образовних програма, у невладиној организацији Фонд Центар за демократију, а од 1996. године у маркетиншкој агенцији Idols & Friends, на раду са међународним клијентима.
Потпарол Демократрског центра постала је у новембру 2000. године, а председник Извршног одбора Демократског центра у јуну 2003. године.
Током своје почитичке каријере, била је и на функцији потпарола и координатора Изборног штаба председничког кандидата Драгољуба Мићуновића у новембру 2003. године, а након тога постала члан Главног одбора и потпредседник Извршног одбора Демократске странке, 16. октобра 2004. године.
Функцију одборника у скупштини града Београда обављала је од 2004. до 2006. године, када је постала потпредседник Извршног одбора Демократске странке, а на тој функцији је била до 2012. године.
За посланика у Народној скупштини Републике Србије изабрана је на парламентарним изборима 2007. године, а затим и 2008, 2012, 2014. и 2016. године.
Била је и на функцијама председника Одбора за културу и информисање и шеф делегације Народне скупштине Републике Србије при Парламентарној скупштини Западноевропске уније, као и члан групе пријатељства Србије са парламентима Француске и Велике Британије.
Од 7. децембра 2012. године стална је чланица Политичког савета Демократске странке, 24. априла 2016. године изабрана је за посланицу у Народној скупштини Републике Србије.